# Banská Štiavnica
 Banská Štiavnica  (in tedesco Schemnitz, in ungherese Selmécbánya) è una città della Slovacchia, capoluogo del distretto omonimo, nella regione di Banská Bystrica.
Abbarbicata in mezzo agli Štiavnické vrchy (monti di Štiavnica), la cittadina, di matrice industriale, conserva il suo impianto di abitato minerario medievale.
Ha dato i natali a Jozef Karol Hell (1713-1789), ingegnere e inventore. 

## Storia
Noto dal 1075, l'abitato si popolò di minatori tedeschi chiamati nei documenti medioevali Saxones - Baumgartner, Rubigall e Hallenbach sono nomi di famiglie che avevano casa in piazza - guadagnandosi i diritti di città fin dal 1244. Tra il 1400 e il 1500 le tecniche di estrazione dell'oro e argento si affidavano a principi d'avanguardia e l'appalto delle miniere cittadine era appannaggio dei Fugger di Augusta, banchieri dell'Impero.  Nella seconda metà del XVII secolo, la città contava 25 000 abitanti di lingua tedesca, ungherese e slovacca, ed era la terza per popolazione nel Regno d'Ungheria. Un'importantissima scuola di tecnica mineraria, aperta nel 1735, ha continuato a funzionare ininterrottamente fino al 1918. Nel 1993 l'abitato storico è stato incluso tra i beni culturali protetti a livello mondiale dall'UNESCO.

## Monumenti
La città conserva numerosi monumenti: la colonna dedicata alla Santissima Trinità nella piazza omonima, la chiesa di Santa Caterina, di origini gotiche, già chiesa dei minatori, Casa Hallenbach, il Municipio, anch'esso di origini gotiche, lo Starý zamok (Castello vecchio), costruito in funzione anti-turca, la Klopačka, edificio del 1544, la cui campana scandiva il tempo del lavoro minerario, la chiesa gotica di Frauenberg, dedicata alla Vergine Maria della Neve, ed infine l'elegante Piargska brana (porta della città) del 1544 e rimaneggiata nel 1751.
La città ospita una pinacoteca, dedicata al pittore Jozef Kollár, nativo di Banská Štiavnica.

## Amministrazione

### Gemellaggi
- Soragna